# Kanoistika na Letních olympijských hrách 2004
Závody v kanoistice se na Letních olympijských her 2004 v Athénách uskutečnily ve dnech 17.–20. srpna 2004 na kanále Helliniko Olympic Canoe/Kayak Slalom Centre (vodní slalom) a 23.–28. srpna 2004 na kanále Schinias Olympic Rowing and Canoeing Centre (rychlostní kanoistika). Celkem 333 závodníků startovalo v 16 disciplínách (12 pro muže, 4 pro ženy).

## Medailové pořadí zemí
| Pořadí | Země                         | Zlato | Stříbro | Bronz | Celkově |
| ------ | ---------------------------- | ----- | ------- | ----- | ------- |
| 1.     | Německo (GER)                | 4     | 4       | 1     | 9       |
| 2.     | Maďarsko (HUN)               | 3     | 1       | 2     | 6       |
| 3.     | Slovensko (SVK)              | 2     | 1       | 1     | 4       |
| 4.     | Francie (FRA)                | 2     | 0       | 1     | 3       |
| 5.     | Španělsko (ESP)              | 1     | 1       | 0     | 2       |
| 6.     | Kanada (CAN)                 | 1     | 0       | 2     | 3       |
| 7.     | Norsko (NOR)                 | 1     | 0       | 1     | 2       |
| 8.     | Čína (CHN)                   | 1     | 0       | 0     | 1       |
| 8.     | Švédsko (SWE)                | 1     | 0       | 0     | 1       |
| 10.    | Austrálie (AUS)              | 0     | 2       | 0     | 2       |
| 10.    | Itálie (ITA)                 | 0     | 2       | 0     | 2       |
| 12.    | Rusko (RUS)                  | 0     | 1       | 2     | 3       |
| 12.    | Velká Británie (GBR)         | 0     | 1       | 2     | 3       |
| 14.    | Kuba (CUB)                   | 0     | 1       | 0     | 1       |
| 14.    | Nový Zéland (NZL)            | 0     | 1       | 0     | 1       |
| 14.    | Spojené státy americké (USA) | 0     | 1       | 0     | 1       |
| 17.    | Bělorusko (BLR)              | 0     | 0       | 1     | 1       |
| 17.    | Česko (CZE)                  | 0     | 0       | 1     | 1       |
| 17.    | Polsko (POL)                 | 0     | 0       | 1     | 1       |
| 17.    | Ukrajina (UKR)               | 0     | 0       | 1     | 1       |
| Celkem | Celkem                       | 16    | 16      | 16    | 48      |

## Medailisté

### Vodní slalom

#### Muži
| Kategorie | Zlato                                                     | Výkon  | Stříbro                                      | Výkon  | Bronz                                         | Výkon  |
| --------- | --------------------------------------------------------- | ------ | -------------------------------------------- | ------ | --------------------------------------------- | ------ |
| C1        | Tony Estanguet · Francie (FRA)                            | 189,16 | Michal Martikán · Slovensko (SVK)            | 189,28 | Stefan Pfannmöller · Německo (GER)            | 191,56 |
| C2        | Slovensko (SVK) · Pavol Hochschorner · Peter Hochschorner | 207,16 | Německo (GER) · Marcus Becker · Stefan Henze | 210,98 | Česko (CZE) · Jaroslav Volf · Ondřej Štěpánek | 212,86 |
| K1        | Benoît Peschier · Francie (FRA)                           | 187,96 | Campbell Walsh · Velká Británie (GBR)        | 190,17 | Fabien Lefèvre · Francie (FRA)                | 190,99 |

#### Ženy
| Kategorie | Zlato                           | Výkon  | Stříbro                                           | Výkon  | Bronz                                  | Výkon  |
| --------- | ------------------------------- | ------ | ------------------------------------------------- | ------ | -------------------------------------- | ------ |
| K1        | Elena Kaliská · Slovensko (SVK) | 210,03 | Rebecca Giddensová · Spojené státy americké (USA) | 214,62 | Helen Reevesová · Velká Británie (GBR) | 218,77 |

### Rychlostní kanoistika

#### Muži
| Kategorie | Zlato                                                                            | Výkon    | Stříbro                                                             | Výkon    | Bronz                                                                              | Výkon    |
| --------- | -------------------------------------------------------------------------------- | -------- | ------------------------------------------------------------------- | -------- | ---------------------------------------------------------------------------------- | -------- |
| C1 500 m  | Andreas Dittmer · Německo (GER)                                                  | 1:46,383 | David Cal · Španělsko (ESP)                                         | 1:46,723 | Maxim Opalev · Rusko (RUS)                                                         | 1:47,767 |
| C1 1000 m | David Cal · Španělsko (ESP)                                                      | 3:46,201 | Andreas Dittmer · Německo (GER)                                     | 3:46,721 | Attila Vajda · Maďarsko (HUN)                                                      | 3:49,025 |
| C2 500 m  | Čína (CHN) · Meng Kuan-liang · Jang Wen-ťün                                      | 1:40,278 | Kuba (CUB) · Ibrahim Rojas · Ledis Balceiro                         | 1:40,350 | Rusko (RUS) · Alexandr Kostoglod · Alexandr Kovaljov                               | 1:40,442 |
| C2 1000 m | Německo (GER) · Christian Gille · Tomasz Wylenzek                                | 3:41,802 | Rusko (RUS) · Alexandr Kostoglod · Alexandr Kovaljov                | 3:42,990 | Maďarsko (HUN) · György Kozmann · György Kolonics                                  | 3:43,106 |
| K1 500 m  | Adam van Koeverden · Kanada (CAN)                                                | 1:37,919 | Nathan Baggaley · Austrálie (AUS)                                   | 1:38,467 | Ian Wynne · Velká Británie (GBR)                                                   | 1:38,547 |
| K1 1000 m | Eirik Verås Larsen · Norsko (NOR)                                                | 3:25,897 | Ben Fouhy · Nový Zéland (NZL)                                       | 3:27,413 | Adam van Koeverden · Kanada (CAN)                                                  | 3:28,218 |
| K2 500 m  | Německo (GER) · Ronald Rauhe · Tim Wieskötter                                    | 1:27,040 | Austrálie (AUS) · Clint Robinson · Nathan Baggaley                  | 1:27,920 | Bělorusko (BLR) · Raman Pjatrušenka · Vadzim Machneŭ                               | 1:27,996 |
| K2 1000 m | Švédsko (SWE) · Markus Oscarsson · Henrik Nilsson                                | 3:18,420 | Itálie (ITA) · Antonio Rossi · Beniamino Bonomi                     | 3:19,484 | Norsko (NOR) · Eirik Verås Larsen · Nils Olav Fjeldheim                            | 3:19,528 |
| K4 1000 m | Maďarsko (HUN) · Zoltán Kammerer · Botond Storcz · Ákos Vereckei · Gábor Horváth | 2:56,919 | Německo (GER) · Andreas Ihle · Mark Zabel · Björn Bach · Stefan Ulm | 2:58,659 | Slovensko (SVK) · Richard Riszdorfer · Michal Riszdorfer · Erik Vlček · Juraj Bača | 2:59,314 |

#### Ženy
| Kategorie | Zlato                                                                                         | Výkon    | Stříbro                                                                                   | Výkon    | Bronz                                                                                           | Výkon    |
| --------- | --------------------------------------------------------------------------------------------- | -------- | ----------------------------------------------------------------------------------------- | -------- | ----------------------------------------------------------------------------------------------- | -------- |
| K1 500 m  | Natasa Janicsová · Maďarsko (HUN)                                                             | 1:47,741 | Josefa Idemová · Itálie (ITA)                                                             | 1:49,729 | Caroline Brunetová · Kanada (CAN)                                                               | 1:50,601 |
| K2 500 m  | Maďarsko (HUN) · Katalin Kovácsová · Natasa Janicsová                                         | 1:38,101 | Německo (GER) · Birgit Fischerová · Carolin Leonhardtová                                  | 1:39,533 | Polsko (POL) · Aneta Pastuszkaová · Beata Sokołowská-Kuleszaová                                 | 1:40,077 |
| K4 500 m  | Německo (GER) · Birgit Fischerová · Maike Nollenová · Katrin Wagnerová · Carolin Leonhardtová | 1:34,340 | Maďarsko (HUN) · Katalin Kovácsová · Szilvia Szabóová · Erzsébet Viskiová · Kinga Bótaová | 1:34,536 | Ukrajina (UKR) · Inna Osypenková · Tetjana Semykinová · Hanna Balabanovová · Olena Čerevatovová | 1:36,192 |

## Program
| R | Rozjížďky | ½ | Semifinále | F | Finále |

| Závod ↓/Datum → | Út 17. 8. | St 18. 8. | St 18. 8. | Čt 19. 8. | Pá 20. 8. | Pá 20. 8. |
| --------------- | --------- | --------- | --------- | --------- | --------- | --------- |
| C1 muži         | R         | ½         | F         |           |           |           |
| C2 muži         |           |           |           | R         | ½         | F         |
| K1 muži         |           |           |           | R         | ½         | F         |
| K1 ženy         | R         | ½         | F         |           |           |           |

| Závod ↓/Datum → | Po 23. 8. | Út 24. 8. | St 25. 8. | Čt 26. 8. | Pá 27. 8. | So 28. 8. |
| --------------- | --------- | --------- | --------- | --------- | --------- | --------- |
| C1 500 m muži   |           | R         |           | ½         |           | F         |
| C1 1000 m muži  | R         |           | ½         |           | F         |           |
| C2 500 m muži   |           | R         |           | ½         |           | F         |
| C2 1000 m muži  | R         |           | ½         |           | F         |           |
| K1 500 m muži   |           | R         |           | ½         |           | F         |
| K1 1000 m muži  | R         |           | ½         |           | F         |           |
| K2 500 m muži   |           | R         |           | ½         |           | F         |
| K2 1000 m muži  | R         |           | ½         |           | F         |           |
| K4 1000 m muži  | R         |           | ½         |           | F         |           |
| K1 500 m ženy   |           | R         |           | ½         |           | F         |
| K2 500 m ženy   |           | R         |           | ½         |           | F         |
| K4 500 m ženy   | R         |           | ½         |           | F         |           |

## Česká výprava
Českou výpravu tvořilo 7 mužů a 3 ženy:
Vodní slalom
- Štěpánka Hilgertová – K1 (5. místo)
- Tomáš Indruch – C1 (5. místo)
- Marek Jiras – C2 (7. místo)
- Tomáš Máder – C2 (7. místo)
- Irena Pavelková – K1 (15. místo)
- Ondřej Raab – K1 (14. místo)
- Ondřej Štěpánek – C2 (bronz)
- Jaroslav Volf – C2 (bronz)

Rychlostní kanoistika
- Martin Doktor – C1 500 m (5. místo), C1 1000 m (4. místo)
- Michala Strnadová – K1 500 m (semifinále)